# Bursa Büyükşehir Belediye Spor Kulübü 2014-2015 (pallavolo femminile)
Questa voce raccoglie le informazioni riguardanti il Bursa Büyükşehir Belediye Spor Kulübü nella stagione 2014-2015.

## Organigramma societario
Area direttiva
- Presidente: Taha Aydin

Area tecnica
- Allenatore: Emin İmen
- Assistente allenatore: Şahin Çatma
- Scoutman: Haluk Korkmaz

## Rosa
| N° | Nome            | Ruolo | Data di nascita  | Nazionalità sportiva |
| -- | --------------- | ----- | ---------------- | -------------------- |
| 1  | Dušanka Karić   | S     | 7 giugno 1986    | Croazia              |
| 3  | Seda Uslu       | P     | 30 ottobre 1983  | Turchia              |
| 4  | Prisilla Rivera | S     | 29 dicembre 1984 | Rep. Dominicana      |
| 7  | Yaren Hatipoğlu | S     | 23 febbraio 1999 | Turchia              |
| 8  | İpek Soroğlu    | C     | 12 marzo 1985    | Turchia              |
| 9  | Birgül Güler    | S     | 2 maggio 1990    | Turchia              |
| 10 | Merve Gülaç     | C     | 29 agosto 1987   | Turchia              |
| 11 | Yonkaira Peña   | S     | 10 maggio 1993   | Rep. Dominicana      |
| 12 | Selen Kafardar  | S     | 21 marzo 1988    | Turchia              |
| 13 | Meryem Boz      | O     | 3 febbraio 1988  | Turchia              |
| 14 | Ivana Miloš     | C     | 7 marzo 1986     | Croazia              |
| 16 | Sedef Sazlıdere | L     | 7 luglio 1992    | Turchia              |
| 17 | Aylin Sarıoğlu  | L     | 27 luglio 1995   | Turchia              |
| 18 | Duygu Düzceler  | P     | 6 aprile 1990    | Turchia              |
| 19 | Ebrar Karakurt  | S     | 17 gennaio 2000  | Turchia              |

## Mercato
| Acquisti | Acquisti        | Acquisti       | Acquisti   |
| R.       | Nome            | da             | Modalità   |
| -------- | --------------- | -------------- | ---------- |
| S        | Dušanka Karić   | Azərreyl       | definitivo |
| P        | Seda Uslu       | Beşiktaş       | definitivo |
| S        | Yaren Hatipoğlu | giovanili      | definitivo |
| C        | İpek Soroğlu    | Fenerbahçe     | definitivo |
| O        | Meryem Boz      | Halkbank       | definitivo |
| C        | Ivana Miloš     | AGIL           | definitivo |
| S        | Ebrar Karakurt  | giovanili      | definitivo |
| S        | Prisilla Rivera | Lokomotiv Baku | definitivo |
| S        | Yonkaira Peña   | Toray Arrows   | definitivo |

| Cessioni | Cessioni          | Cessioni       | Cessioni   |
| R.       | Nome              | a              | Modalità   |
| -------- | ----------------- | -------------- | ---------- |
| O        | Kenny Moreno      | -              | ritirata   |
| S        | Nefize Gaffaroğlu | Balıkesir BB   | definitivo |
| C        | Pınar Cankarpusat | Nilüfer        | definitivo |
| S        | Mia Jerkov        | Denso Airybees | definitivo |
| C        | Gözde Dal         | İlbank         | definitivo |
| P        | Ana Takagui       | CSM Bucarest   | definitivo |
| S        | Dušanka Karić     | Filottrano     | definitivo |

## Risultati

### Voleybol 1. Ligi

#### Regular season

##### Andata
| 1ª giornata - 25 ottobre 2014 Burhan Felek Spor Salonu, Istanbul              | VakıfBank   | 3 - 0 | Bursa BB    | 25-23, 25-21, 25-10              |
| 2ª giornata - 22 dicembre 2014 Cengiz Göllü Kapalı Spor Salonu, Bursa         | Bursa BB    | 3 - 2 | İlbank      | 25-23, 22-25, 21-25, 25-22, 15-9 |
| 3ª giornata - 4 novembre 2014 Yeşilyurt Spor Salonu, Istanbul                 | Yeşilyurt   | 0 - 3 | Bursa BB    | 12-25, 19-25, 14-25              |
| 4ª giornata - 8 novembre 2014 Cengiz Göllü Kapalı Spor Salonu, Bursa          | Bursa BB    | 0 - 3 | Fenerbahçe  | 24-26, 10-25, 14-25              |
| 5ª giornata - 16 novembre 2014 BJK Akatlar Arena, Istanbul                    | Beşiktaş    | 1 - 3 | Bursa BB    | 20-25, 25-23, 11-25, 19-25       |
| 6ª giornata - 22 novembre 2014 Cengiz Göllü Kapalı Spor Salonu, Bursa         | Bursa BB    | 3 - 0 | Çanakkale   | 25-14, 25-23, 25-19              |
| 7ª giornata - 29 novembre 2014 Bahçeköy Orman Fakültesi Spor Salonu, Istanbul | Sarıyer     | 0 - 3 | Bursa BB    | 13-25, 19-25, 20-25              |
| 8ª giornata - 2 dicembre 2014 Cengiz Göllü Kapalı Spor Salonu, Bursa          | Bursa BB    | 1 - 3 | Galatasaray | 25-22, 19-25, 15-25, 18-25       |
| 9ª giornata - 6 dicembre 2014 Trabzon 19 Mayıs Spor Salonu, Trebisonda        | İdman Ocağı | 3 - 1 | Bursa BB    | 25-23, 20-25, 25-13, 27-25       |
| 10ª giornata - 13 dicembre 2014 Cengiz Göllü Kapalı Spor Salonu, Bursa        | Bursa BB    | 0 - 3 | Nilüfer     | 16-25, 24-26, 14-25              |
| 11ª giornata - 20 dicembre 2014 Cengiz Göllü Kapalı Spor Salonu, Bursa        | Bursa BB    | 0 - 3 | Eczacıbaşı  | 12-25, 12-25, 21-25              |

##### Ritorno
| 12ª giornata - 10 gennaio 2015 Cengiz Göllü Kapalı Spor Salonu, Bursa  | Bursa BB    | 1 - 3 | VakıfBank   | 25-22, 23-25, 11-25, 19-25        |
| 13ª giornata - 18 gennaio 2015 Başkent Voleybol Salonu, Ankara         | İlbank      | 3 - 2 | Bursa BB    | 24-26, 25-21, 24-26, 25-22, 17-15 |
| 14ª giornata - 25 gennaio 2015 Cengiz Göllü Kapalı Spor Salonu, Bursa  | Bursa BB    | 3 - 0 | Yeşilyurt   | 25-13, 26-24, 25-17               |
| 15ª giornata - 1 febbraio 2015 Burhan Felek Spor Salonu, Istanbul      | Fenerbahçe  | 3 - 0 | Bursa BB    | 25-12, 25-18, 25-20               |
| 16ª giornata - 8 febbraio 2015 Cengiz Göllü Kapalı Spor Salonu, Bursa  | Bursa BB    | 3 - 0 | Beşiktaş    | 25-15, 28-26, 25-12               |
| 17ª giornata - 15 febbraio 2015 Anafartalar Spor Salonu, Çanakkale     | Çanakkale   | 3 - 2 | Bursa BB    | 21-25, 25-14, 25-22, 24-26, 15-13 |
| 18ª giornata - 22 febbraio 2015 Cengiz Göllü Kapalı Spor Salonu, Bursa | Bursa BB    | 3 - 0 | Sarıyer     | 25-20, 27-25, 25-17               |
| 19ª giornata - 1 marzo 2015 Burhan Felek Spor Salonu, Istanbul         | Galatasaray | 3 - 0 | Bursa BB    | 25-18, 25-16, 25-20               |
| 20ª giornata - 8 marzo 2015 Cengiz Göllü Kapalı Spor Salonu, Bursa     | Bursa BB    | 3 - 0 | İdman Ocağı | 25-16, 25-23, 25-17               |
| 21ª giornata - 15 marzo 2015 Cengiz Göllü Kapalı Spor Salonu, Bursa    | Nilüfer     | 2 - 3 | Bursa BB    | 25-20, 22-25, 25-16, 19-25, 10-15 |
| 22ª giornata - 20 marzo 2015 Eczacıbaşı Spor Salonu, Istanbul          | Eczacıbaşı  | 3 - 0 | Bursa BB    | 25-16, 25-19, 25-17               |

#### Play-off scudetto
| Quarti di finale (gara 1) - 15 aprile 2015 Cengiz Göllü Kapalı Spor Salonu, Bursa | Bursa BB   | 1 - 3 | Eczacıbaşı | 17-25, 25-14, 24-26, 7-25 |
| Quarti di finale (gara 2) - 18 aprile 2015 Eczacıbaşı Spor Salonu, Istanbul       | Eczacıbaşı | 3 - 0 | Bursa BB   | 25-19, 25-19, 25-23       |

#### Play-off 5º posto
| Final four (gara 1) - 24 aprile 2015 Antalya Atatürk Spor Salonu, Antalya | Bursa BB    | 2 - 3 | Sarıyer     | 24-26, 25-20, 23-25, 26-24, 4-15  |
| Final four (gara 2) - 25 aprile 2015 Antalya Atatürk Spor Salonu, Antalya | İdman Ocağı | 0 - 3 | Bursa BB    | 23-25, 20-25, 20-25               |
| Final four (gara 3) - 26 aprile 2015 Antalya Atatürk Spor Salonu, Antalya | Nilüfer     | 1 - 3 | Bursa BB    | 19-25, 21-25, 31-29, 13-25        |
| Final four (gara 4) - 1 maggio 2015 Antalya Atatürk Spor Salonu, Antalya  | Bursa BB    | 2 - 3 | Nilüfer     | 25-22, 25-22, 18-25, 23-25, 14-16 |
| Final four (gara 5) - 2 maggio 2015 Antalya Atatürk Spor Salonu, Antalya  | Bursa BB    | 2 - 3 | İdman Ocağı | 23-25, 25-23, 26-28, 25-19, 11-15 |
| Final four (gara 6) - 3 maggio 2015 Antalya Atatürk Spor Salonu, Antalya  | Sarıyer     | 1 - 3 | Bursa BB    | 18-25, 25-23, 16-25, 22-25        |

### Coppa di Turchia

#### Fase a eliminazione diretta
| Quarti di finale (andata) - 19 novembre 2014 Cengiz Göllü Kapalı Spor Salonu, Bursa | Bursa BB   | 1 - 3 | Fenerbahçe | 25-23, 21-25, 23-25, 16-25 |
| Quarti di finale (ritorno) - 18 marzo 2015 Burhan Felek Spor Salonu, Istanbul       | Fenerbahçe | 3 - 0 | Bursa BB   | 25-9, 25-18, 25-13         |

### Challenge Cup

#### Fase a eliminazione diretta
| Secondo turno (andata) - 11 novembre 2014 Cengiz Göllü Kapalı Spor Salonu, Bursa         | Bursa BB   | 3 - 0 | Graz       | 25-13, 25-6, 25-20                           |
| Secondo turno (ritorno) - 25 novembre 2014 Bluebox, Graz                                 | Graz       | 0 - 3 | Bursa BB   | 11-25, 12-25, 13-25                          |
| Sedicesimi di finale (andata) - 10 dicembre 2014 Univerzita Palackého, Olomouc           | Olomouc    | 0 - 3 | Bursa BB   | 19-25, 16-25, 13-25                          |
| Sedicesimi di finale (ritorno) - 17 dicembre 2014 Cengiz Göllü Kapalı Spor Salonu, Bursa | Bursa BB   | 3 - 0 | Olomouc    | 25-17, 25-10, 25-17                          |
| Ottavi di finale (andata) - 13 gennaio 2015 Cengiz Göllü Kapalı Spor Salonu, Bursa       | Bursa BB   | 3 - 0 | Orbita     | 25-9, 29-27, 25-16                           |
| Ottavi di finale (ritorno) - 14 gennaio 2015 Cengiz Göllü Kapalı Spor Salonu, Bursa      | Orbita     | 0 - 3 | Bursa BB   | 20-25, 23-25, 22-25                          |
| Quarti di finale (andata) - 4 marzo 2015 Ballsporthalle, Vilsbiburg                      | Vilsbiburg | 0 - 3 | Bursa BB   | 19-25, 22-25, 18-25                          |
| Quarti di finale (ritorno) - 11 marzo 2015 Cengiz Göllü Kapalı Spor Salonu, Bursa        | Bursa BB   | 3 - 1 | Vilsbiburg | 25-22, 25-23, 21-25, 25-18                   |
| Semifinale (andata) - 25 marzo 2015 Arena Schwerin, Schwerin                             | Schweriner | 3 - 1 | Bursa BB   | 25-19, 16-25, 26-14, 25-19                   |
| Semifinale (ritorno) - 29 marzo 2015 Cengiz Göllü Kapalı Spor Salonu, Bursa              | Bursa BB   | 3 - 0 | Schweriner | 25-21, 25-18, 25-22 Golden Set: 15-10        |
| Finale (andata) - 8 aprile 2015 DIVS Uralochka, Ekaterinburg                             | Uraločka   | 3 - 0 | Bursa BB   | 25-18, 27-25, 25-13                          |
| Finale (ritorno) - 12 aprile 2015 Cengiz Göllü Kapalı Spor Salonu, Bursa                 | Bursa BB   | 3 - 1 | Uraločka   | 23-25, 25-21, 25-23, 25-18 Golden set: 15-11 |

## Statistiche

### Statistiche di squadra
| Competizione     | Punti | In casa | In casa | In casa | In trasferta | In trasferta | In trasferta | Totale | Totale | Totale |
| Competizione     | Punti | G       | V       | P       | G            | V            | P            | G      | V      | P      |
| ---------------- | ----- | ------- | ------- | ------- | ------------ | ------------ | ------------ | ------ | ------ | ------ |
| Voleybol 1. Ligi | 31,4  | 15      | 6       | 9       | 15           | 7            | 8            | 30     | 13     | 77     |
| Coppa di Turchia | -     | 1       | 0       | 1       | 1            | 0            | 1            | 2      | 0      | 2      |
| Challenge Cup    | -     | 6       | 6       | 0       | 6            | 4            | 2            | 12     | 10     | 2      |
| Totale           | -     | 22      | 12      | 10      | 22           | 11           | 11           | 44     | 23     | 21     |

G = partite giocate; V = partite vinte; P = partite perse

### Statistiche dei giocatori
| Giocatore    | Campionato | Campionato | Campionato | Campionato | Campionato | Coppa di Turchia | Coppa di Turchia | Coppa di Turchia | Coppa di Turchia | Coppa di Turchia | Challenge Cup | Challenge Cup | Challenge Cup | Challenge Cup | Challenge Cup | Totale | Totale | Totale | Totale | Totale |
| Giocatore    | P          | PT         | AV         | MV         | BV         | P                | PT               | AV               | MV               | BV               | P             | PT            | AV            | MV            | BV            | P      | PT     | AV     | MV     | BV     |
| ------------ | ---------- | ---------- | ---------- | ---------- | ---------- | ---------------- | ---------------- | ---------------- | ---------------- | ---------------- | ------------- | ------------- | ------------- | ------------- | ------------- | ------ | ------ | ------ | ------ | ------ |
| M. Boz       | 30         | 432        | 369        | 35         | 28         | 1                | 14               | 14               | 0                | 0                | 11            | 184           | 139           | 24            | 21            | 42     | 630    | 522    | 59     | 49     |
| D. Düzceler  | 27         | 16         | 5          | 0          | 11         | 2                | 1                | 0                | 0                | 1                | 10            | 7             | 2             | 0             | 5             | 39     | 24     | 7      | 0      | 17     |
| M. Gülaç     | 16         | 17         | 15         | 1          | 1          | 2                | 4                | 1                | 2                | 1                | 4             | 10            | 8             | 2             | 0             | 22     | 31     | 24     | 5      | 2      |
| B. Güler     | 24         | 119        | 83         | 14         | 22         | 2                | 8                | 8                | 0                | 0                | 9             | 50            | 33            | 6             | 11            | 35     | 177    | 124    | 20     | 33     |
| Y. Hatipoğlu | 9          | 4          | 3          | 0          | 1          | 2                | 4                | 3                | 1                | 0                | 2             | 6             | 3             | 0             | 3             | 13     | 14     | 9      | 1      | 4      |
| S. Kafardar  | 24         | 30         | 20         | 1          | 9          | 2                | 11               | 10               | 0                | 1                | 9             | 24            | 22            | 0             | 2             | 35     | 65     | 52     | 1      | 12     |
| E. Karakurt  | 3          | 0          | 0          | 0          | 0          | 1                | 0                | 0                | 0                | 0                | -             | -             | -             | -             | -             | 4      | 0      | 0      | 0      | 0      |
| D. Karić     | 6          | 46         | 36         | 4          | 6          | 1                | 13               | 13               | 0                | 0                | 2             | 13            | 8             | 1             | 4             | 9      | 72     | 57     | 5      | 10     |
| I. Miloš     | 28         | 278        | 196        | 62         | 20         | 2                | 11               | 5                | 2                | 4                | 11            | 98            | 60            | 21            | 17            | 41     | 387    | 261    | 85     | 41     |
| Y. Peña      | 23         | 200        | 174        | 7          | 19         | 1                | 5                | 3                | 1                | 1                | 8             | 63            | 54            | 6             | 3             | 32     | 268    | 231    | 14     | 23     |
| P. Rivera    | 22         | 246        | 211        | 22         | 13         | 0                | 0                | 0                | 0                | 0                | 9             | 91            | 78            | 8             | 5             | 31     | 332    | 289    | 30     | 18     |
| A. Sarıoğlu  | 26         | 2          | 2          | 0          | 0          | 2                | 0                | 0                | 0                | 0                | 6             | 0             | 0             | 0             | 0             | 34     | 2      | 2      | 0      | 0      |
| S. Sazlıdere | 19         | 1          | 1          | 0          | 0          | 2                | 0                | 0                | 0                | 0                | 5             | 1             | 1             | 0             | 0             | 26     | 1      | 1      | 0      | 0      |
| İ. Soroğlu   | 30         | 220        | 126        | 68         | 26         | 1                | 12               | 8                | 4                | 0                | 11            | 57            | 32            | 23            | 2             | 42     | 289    | 166    | 95     | 28     |
| S. Uslu      | 28         | 79         | 33         | 12         | 34         | 1                | 2                | 0                | 1                | 1                | 10            | 36            | 13            | 8             | 15            | 39     | 117    | 46     | 21     | 50     |

P = presenze; PT = punti totali; AV = attacchi vincenti; MV = muri vincenti; BV = battute vincenti